# غبب

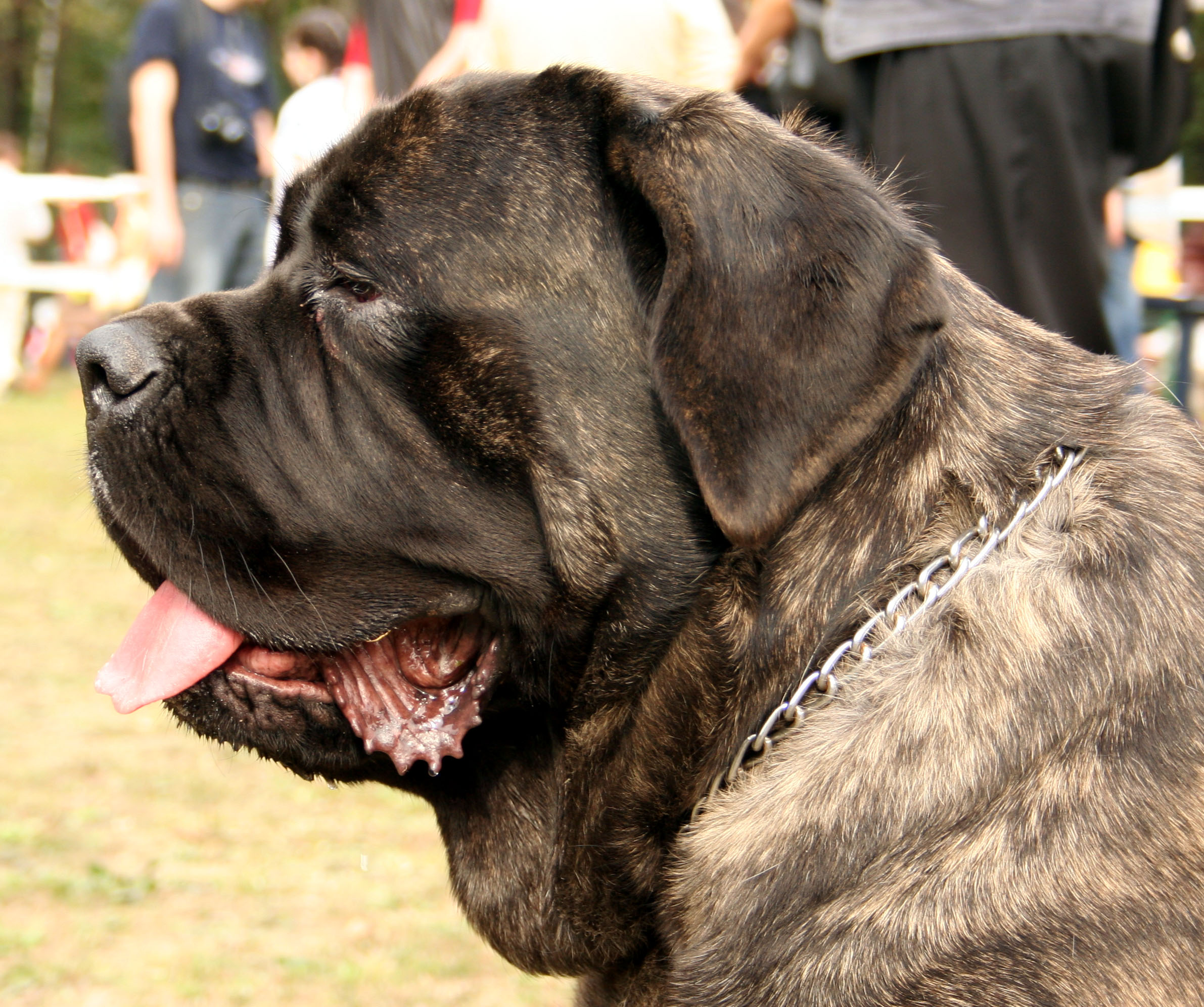
كلب الدرواس له غبب تصل الفك الأسفل بالرقبة.

الغَبَب أو الغَبْغَب أو اللُّغْد أو البَلْدَم سديلة طولية جلدية أو لحم مشابه يتدلى من الفك الأسفل أو الرقبة للعديد عند الفقاريات. قد يكون هياكل متشابهة مختلفة في منطقة الرقبة مثل تلك التي تسببها الذقن المزدوجة أو الكيس الصوتي تحت الفك الأسفل للضفدع. قد تكون أيضًا أي كتلة معلقة من الجلد مثل ثنية الجلد المترهل على رقبة إنسان مسن أو رعثنون طائر. يمكن عد الغبب أنها رعثة والتي تُعرّف على أنها «زائدة صغيرة لحمية تعد جزءًا طبيعيًا من تشريح الحيوان».

## الثدييات

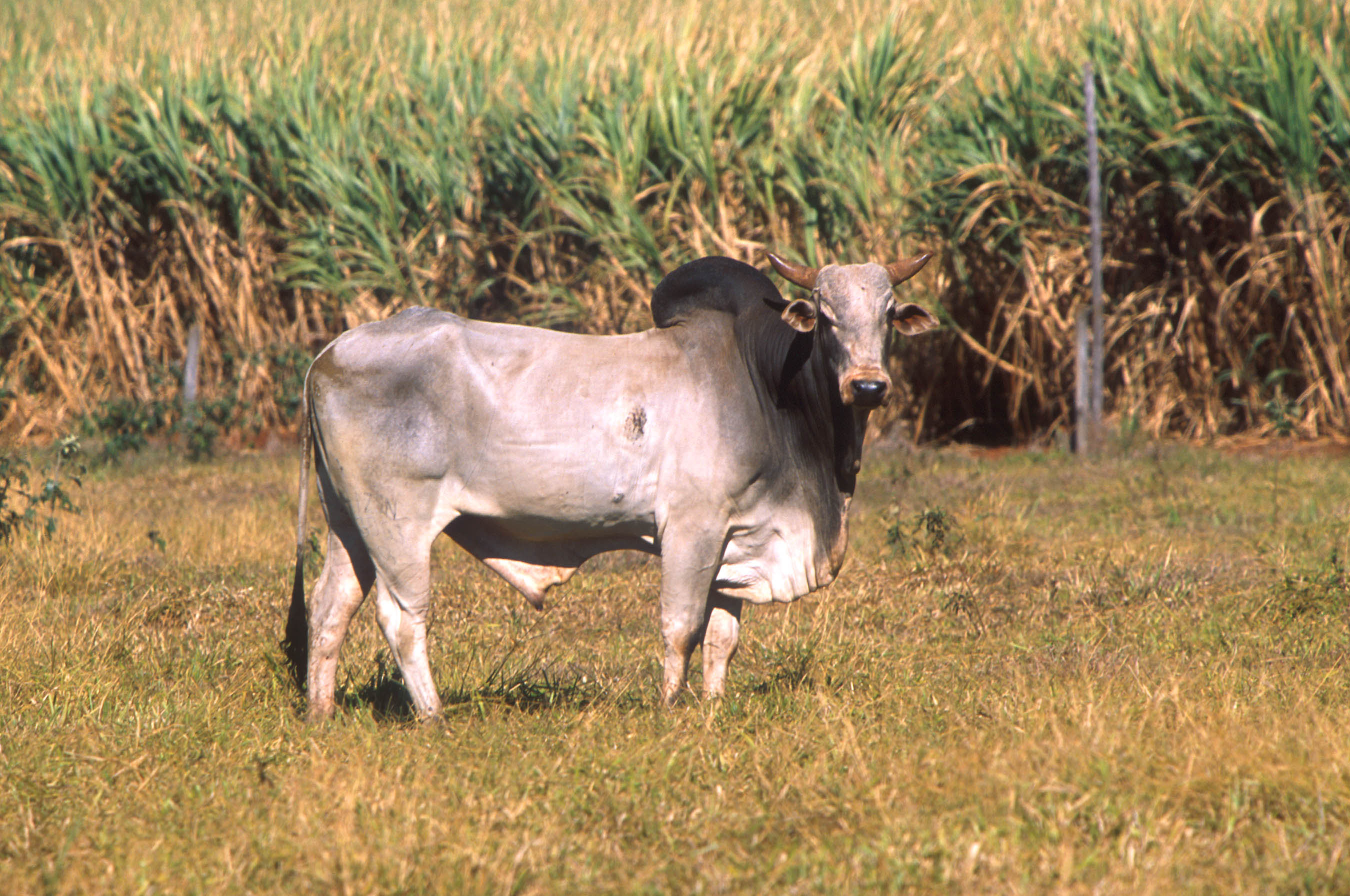
درباني له غبب كبير.

تمتلك العديد من الثدييات مثل الكلاب والأرانب والموظ غباغبًا. توجد الغباغب عند الأرانب الإناث مثل الأرنب الأبيض النيوزيلندي. فأثناء الحمل تقطف أنثى الأرنب بقطف الفرو من غببها لتصنع عش لدراصها. كلا الجنسين في الموظ له غباغب.

## الزواحف والطيور
العديد من الزواحف لديها غباغب وأبرزها الفصيلة الإصبعية من السحالي، والتي لديها غباغب كبيرة يمكن أن تمتد وتتراجع. عادة ما تكون هذه الغباغب ذات لون مختلف عن بقية الجسم تجعل السحلية تبدو أكبر بكثير مما هي عليه في الواقع وعندما تتضخم. يتم استخدام الغباغب بشكل أساسي عند الإشارة إلى الحدود الإقليمية وللذكور لجذب الإناث خلال موسم التزاوج. الأصباغ التي تولد هذا اللون هي البتيرين والكاروتينات. هذان الصباغان هما الأكثر سهولة في الرؤية من خلال عيون الإصبعية. توجد أصباغ البتيرين والكاروتين في جميع أنحاء نسيج اللحاء ما يخلق تدرجات صفراء وحمراء.

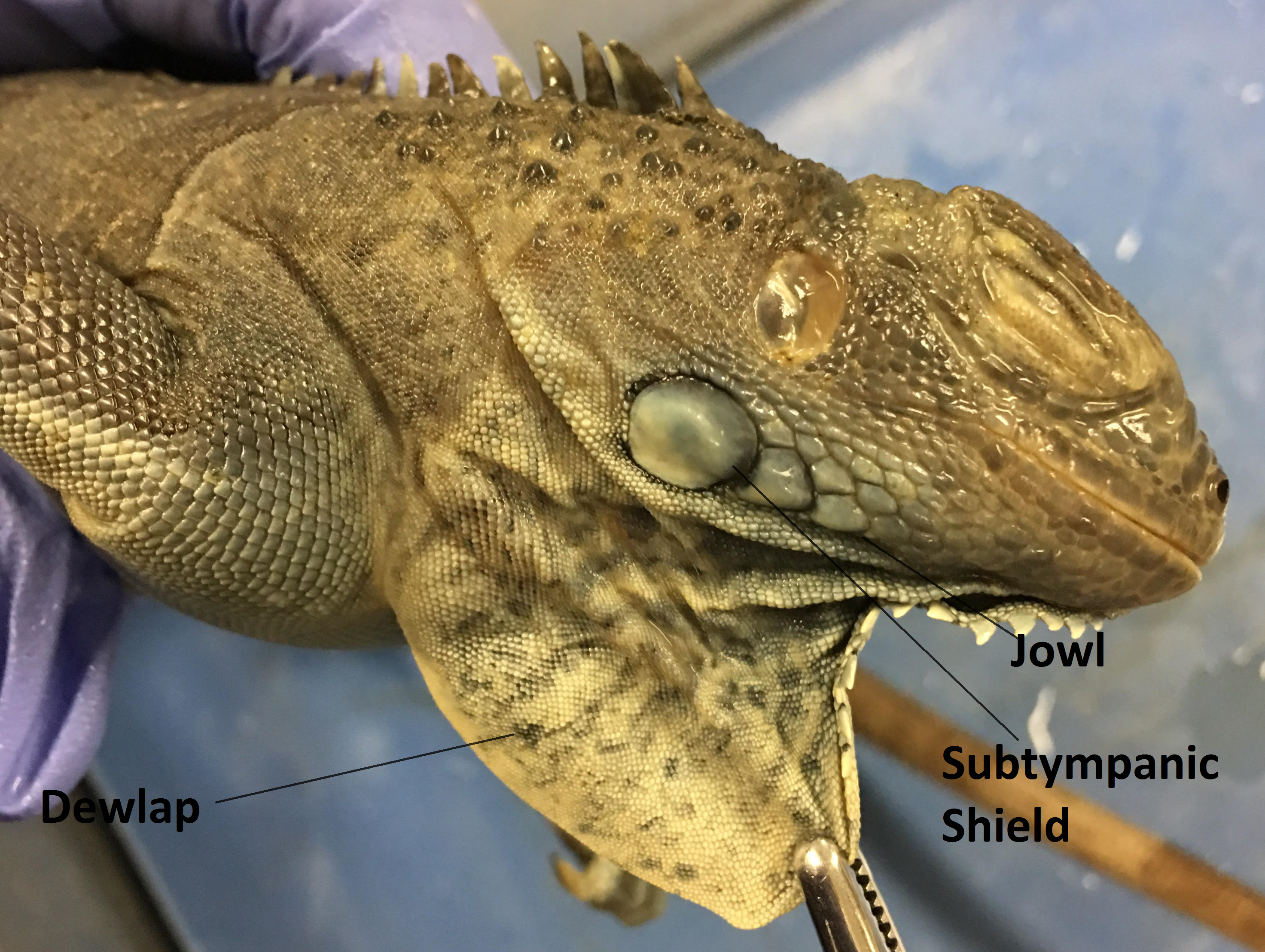
عيدشون له غبب ممتد.

العديد من الطيور لديها أيضا غبب منها الدجاج الداجن وبعض العرناسية والغواناوات.

## أنظر أيضا
- قنزعة
- لغد
- رعثنون